# طفولة (أغنية)
الطفولة هي أغنية صدرت عام 1995 من ألحان وتسجيل مايكل جاكسون 
أصدرت كتمهيد لألبوم جاكسون لعام 1995 هايستوري، وتم إصداره كأغنية مزدوجة مع أغنية «سكريم» (الصرخة)لجاكسون. «الطفولة» هي أغنية سيرة ذاتية كتبها ولحنها مايكل جاكسون.موضوع الاغنيه هو تجارب طفولته الصعبة.ستصبح الأغنية الرئيسية لـ (فري وايل 2: ذا ادفينتر هوم) خلال المشهد هروب ايلفز بعيدًا، ويواصل ارتباطه بسلسلة فريي واييل.ظهر الالبوم على عدة ألبومات مجمعة، لكنه قوبل باستقبال متباين بين البالفيديو الموسيقي للأغنية، والذي كان له القليل من القواسم المشتركة مع الفيلم الداعم.وفي كتيب ألبوم هايستوري هناك رسم جاكسون عندما كان طفلا. وهو متجمع في ركن من أركان الغرفة ويبدو خائفا؛ الحبل الكهربائي لميكروفونه قد انقطع على جدار زاوية واحدة هي كلمات «الطفولة»، الجدار الآخر يظهر توقيع جاكسون

«الطفولة» هي إشارة إلى سيرة حياة جاكسون الصعبة عندما كان فتى مراهق مثل العلاقة مع والده جوزيف وضغوط كونه مشهورًا عالميًا منذ صغره مثل المغني الرئيسي في ذا جاكسون 5. منذ الصغر، يُزعم أن كلا من جاكسون وإخوته تعرضوا للإيذاء الجسدي والعاطفي من قبل والدهم من خلال البروفات المستمرة والجلد والشتائم المهينة. وان سوء معاملة جاكسون عندما كان طفلاً أثرت عليه طوال حياته. في إحدى المشاجرات - تذكرها لاحقًا مارلون جاكسون - حمل جوزيف مايكل جاكسون رأسًا على عقب من إحدى ساقيه و «ضربه مرارًا وتكرارًا بيده، وضربه على ظهره وأردافه». ويُزعم أن جوزيف غالبًا ما يتعثر أو يدفع بأبنائه إلى الجدران. في إحدى الليالي، بينما كان جاكسون نائمًا، صعد جوزيف إلى غرفته من خلال نافذة غرفة النوم. كان يرتدي قناعا مخيفا ودخل الغرفة وهو يصرخ ويصرخ. قال جوزيف إنه يريد أن يعلم أطفاله ألا يتركوا النافذة مفتوحة عندما ينامون. لعدة سنوات بعد ذلك، عانى جاكسون من كوابيس حول اختطافه من غرفة نومه.